# 자유기업원
자유기업원(自由企業院, The Center for Free Enterprise)은 대한민국의 경제 연구소이다, 경제적 자유주의에 바탕을 둔 시장 경제에 대한 홍보 사업을 전개하기 위한 취지로 설립되었다. 경제적 자유지상주의를 추구하는 단체이나 논자에 따라서는 신자유주의 및 신보수주의 단체로 규정되기도 한다. 2001년, 자유경제원으로 명칭을 변경하였다가 2017년에 다시 자유기업원으로 명칭을 바꾸었다.

## 위치
대한민국 서울특별시 서울특별시 영등포구 국회대로62길 9

## 주요 활동[2]
- 여론 형성 사업 : 정책토론회 및 세미나 / 자유 정론 (정치, 경제, 사회의 현안에 대한 전문가들의 분석과 제안, 정책 방향 제시, 기고)
- 모니터 사업 : 국회 입법활동 및 사회 감시활동
- 네트워크 사업 : 공모전, 강좌, 토크콘서트 등
- 교육출판 사업 : 사회 각 계층을 대상으로 교육 프로그램 제공 및 전문 서적, 간행물 발간
- 뉴미디어 사업
- 자유경제원 송년회 자유의 밤 행사 : 좌담회, 공연, 자유주의 이념 전파에 공헌한 사람을 시상하는 자유인상

## 자유인 수상자
- 2014년 자유인상 복거일 소설가
- 2014년 젊은 자유인상 이원우 미디어펜 기자[3]
- 2015년 젊은 자유인상 윤서인 만화가: 조선일보에 연재하는 ‘조이라이드’, 자유경제원에 게재하는 ‘경제만렙’ 및 ‘자유원샷’을 통해 자유주의 전파에 공헌했다.
- 2015 자유경제입법상 새누리당 김용태 의원(서울 양천구 을), 심재철 의원(경기 안양시 동안구 을), 한기호 의원(강원도 철원군화천군양)이 선
- 2015년 자유교육상 허희영 한국항공대학교 경영학과 교수
- 2015년 올해의 자유인상 강원대학교 민경국 명예교수[4]
- 2016년 자유인상 우원재 리버티타임즈 대표/칼럼니스트: 사회 이슈에 대해 용기와 소신을 갖춘 칼럼으로 자유주의를 전파하는 데 앞장섰다. 자유경제원이 운영하는 ‘젊은함성: 우원재의 청년일기’ 코너에 『헬조선, 게으른 청년들의 핑계거리일 뿐』, 『“너 일베충이지?”에 답하며』 등 다수의 칼럼을 기고했다.
- 2017년 자유인상 이영훈 경제학 교수: 《수량경제사로 다시 본 조선후기》 등의 저서와 정규재 TV 강의 등을 통해 "그동안 상식처럼 굳어진 잘못된 역사를 바로잡기 위해 노력해 왔다"며 공로를 인정했다.[5]
- 2018년 자유기업인상 - 박윤근
- 2018년 자유경제교육상 - 송영출
- 2018년 자유경제입법상 - 김영우, 이채익, 추경호
- 2018년 자유의미래상 - 변종국
- 2018년 자유인상 - 김영용
- 2019년 자유기업인상 - 김항덕
- 2019년 자유경제교육상 - 유창조
- 2019년 자유경제입법상 - 김도읍, 송언석, 박대출
- 2019년 자유의미래상 - 정성우
- 2019년 자유인상 - 남성일

## 논란

### 역사교과서 국정화 관련 이슈
박근혜 정부 중에 역사교과서 국정화 논쟁과 관련하여 이를 지지하는 기사가 잇달아 게재되었는데, 국정화 교과서에 반대하는 측에서는 이에 대해 '자유민주주의 및 시장경제를 적극 지지하는 자유경제원의 기본 이념과 매우 상반되는 주장'이라고 비판하였다. 자유경제원은 실제 대한민국 교과서 시장 및 사학계가 운동권 출신의 좌파 성향 학자들에게 장악된 것을 지적, 국가의 개입을 통해 시장의 왜곡을 해소할 필요가 있다는 주장을 했는데 그 구체적인 방법으로 제시된 것이 역사교과서 국정화였다. 기존의 검인정 제도는 사실상 좌편향 사학계의 지배 아래에 있기에 역사 왜곡 사례가 많았는데, 정부 주도 하에 균형된 집필진을 구성하여 편집된 역사교과서는 정치적 편향성 배제해야 한다고 주장하였다. 하지만 박근혜 전 대통령 탄핵 이후 단체명을 자유경제원에서 자유기업원으로 바꾸면서 여러 변화가 있었고, 비자유주의적 보수주의 색채를 띠는 인사와는 거리를 두면서 자유지상주의적으로 변모하고 있는 것으로 평가된다.

### 전경련 예속 문제
자유경제원의 전신이 전국경제인연합회(전경련) 주도로 설립한 재단법인 자유기업센터이며 설립 이후 20년간 전경련의 지원금으로 운용되어 왔기 때문에 전경련 회원 기업으로부터의 독립성이 보장되느냐의 여부로 계속적인 논란의 대상이 되고 있다. 그러나 국립을 제외한 재단법인과 연구단체는 특정 기업이나 단체의 자금을 통해 운영되는 것이 일반적이며, 유독 자유경제원과 전경련 사이의 관계를 문제시하는 것은 적절치 못한 비판이라는 반박이 제기되고 있다.

### 이승만 찬양시 논란
2016년 우남 이승만을 찬양하는 시를 쓰는 대회를 개최했다. 해당 행사에 한 출품자가 이합체시(Acrostic) 기법을 통해 이승만 대통령을 기리는 듯 실제로는 비꼬는 시를 썼는데 공교롭게도 해당 작품이 수상을 하게 된다. 이 사실이 밝혀지자 자유경제원 측은 문제의 작가를 고소했으나 형사 무혐의 처리되었다. 이후 자유경제원은 해당 작가에게 민사소송도 치렀으나 재판부는 "수상작을 선정할 권리와 의무는 자유경제원에 있으며 설사 의도했던 공모취지와 위배되는 내용을 응모했더라도 업무방해에 해당하지 않는다" 며 원고 패소판결을 내렸다. 자유기업원은 2017년 이후 보수주의적 색채가 옅어져 이승만이나 박정희 전 대통령에 대한 직접적인 언급을 하지 않고 있다.

## 같이 보기
- 전국경제인연합회
- 한국경제연구원
- 국제경영원
- 신자유주의
- 신보수주의